# Xã Potter, Quận Barnes, Bắc Dakota
Xã Potter (tiếng Anh: Potter Township) là một xã thuộc quận Barnes, tiểu bang Bắc Dakota, Hoa Kỳ. Năm 2010, dân số của xã này là 34 người.